# 马汉麟
马汉麟（1919年—1978年9月9日）是一位中国语言学家。

## 生平
1919年出生于江苏泰州，1944年毕业于国立西南联合大学，师从闻一多。1946年担任清华大学中国语言文学系助教、讲师。1952年中国高等院校院系调整后担任南开大学教授，1961年应王力教授邀编写《古代汉语》的通论部分，后独立成书为《中国古代文化常识》。文革中曾遭受迫害。
1978年逝世，享年59岁。

## 著作
- 《中国古代文化常识》
- 《古代汉语读本》
- 《马汉麟古代汉语讲义》